# Mount Calvary
Mount Calvary è un villaggio degli Stati Uniti d'America, situato in Wisconsin, nella contea di Fond du Lac.

## Storia
La posizione della località fu scelta dal missionario Casper Rehrl: scelse la grande collina per la sua eccellente vista e mise una croce di legno. A partire dal 1846, i coloni iniziarono a costruire case ai piedi della collina. Riehl tenne la prima messa della comunità intorno al 1849 nella casa di John Dietzen. Mons. John Henni batezzò il primo bambino del villaggio nella chiesa St. John the Baptist Catholic Church nel vicino Johnsburg (era l'unica chiesa della regione) e la parrocchia di Mount Calvary fu fondata da Rehrl il 2 febbraio 1849. La costruzione della chiesa iniziò il giorno successivo e la prima scuola, che ebbe rapidamente cinque o sei studenti, fu istituita dalla chiesa.
Il primo grande magazzino della comunità fu costruito nel 1851-1852. Due sacerdoti arrivarono il 15 ottobre 1856 per fondare un monastero (in seguito divenne il St. Lawrence Seminary High School). Nel novembre 1877 fu costruito un ufficio postale e Anthony Rothgery divenne il primo postino. Negli anni 1850 e 1860 fu costruita la ferrovia che collegava Sheboygan a Fond du Lac. I treni passavano due volte al giorno attraverso la vicina stazione di Calvary.